# NGC 201
NGC 201 là một thiên hà xoắn ốc trong chòm sao Kình Ngư. Đây là một trong những thành viên nhóm của HCG 7, với các thành viên khac là NGC 192, NGC 196 và NGC 197. Nó được phát hiện vào ngày 28 tháng 12 năm 1790 bởi William Herschel.